# 斯坦納點

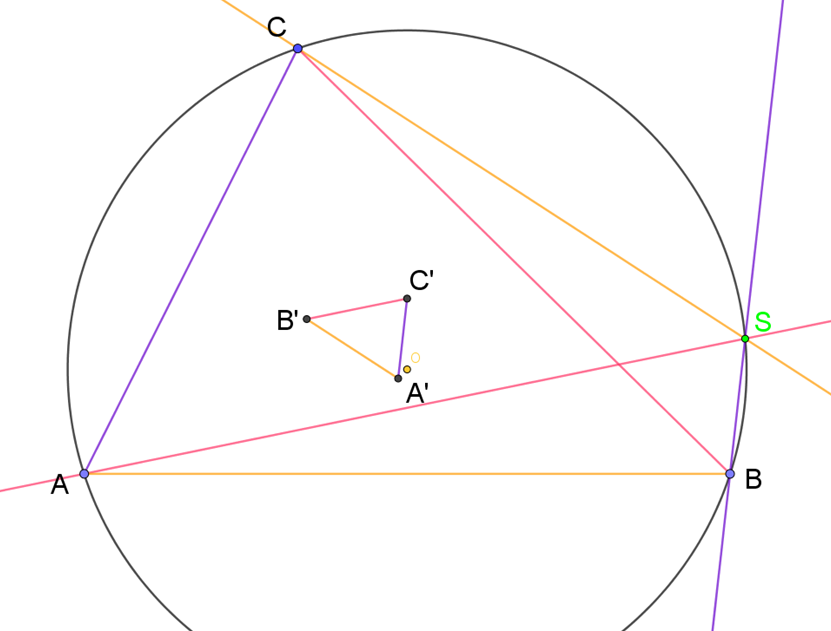

斯坦納點（英語：Steiner point）是三角形外的一點。瑞士數學家雅克布·斯坦那在1826年描述了這一點。约瑟夫·让·巴蒂斯特·诺伊伯格在1886年將這一點命名為斯坦納点。

## 性質
三角形的斯坦納點在其外接圓上，與塔里點之連線為外接圓的直徑。
斯坦納點的西姆松線與原三角形的外心和陪位重心的連線平行

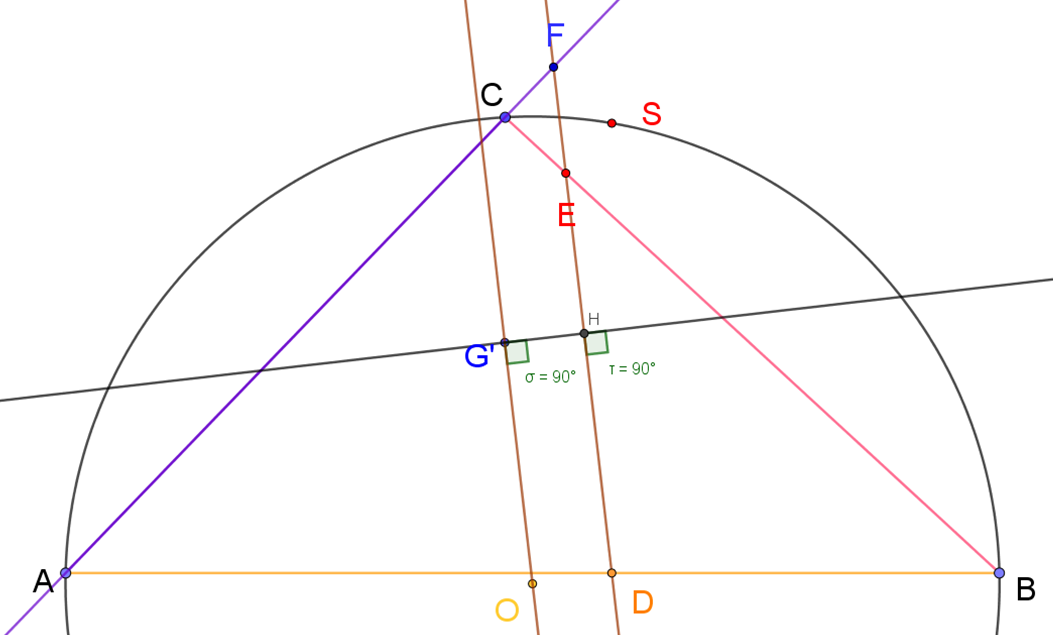
斯坦納點的西姆松線會與原三角形的外心和陪位重心的連線平行

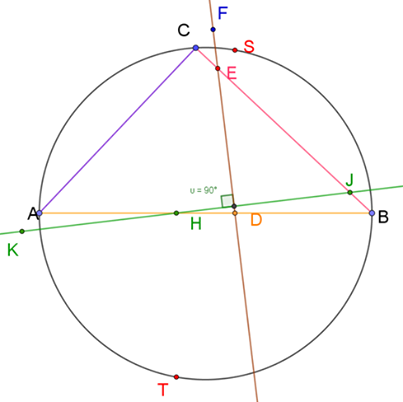
斯坦納點的西姆松線其會與塔里點的西姆松線垂直

斯坦納點的西姆松線與塔里點的西姆松線垂直

## 作圖
對於一三角形ABC，其斯坦納點為分別通過三個頂點，和其布羅卡爾三角形A'B'C'三邊平行之三條線所交會的一點。